# Anne-Marie Slotboom
Anne-Marie Slotboom (Rotterdam, 13 september 1966) is universitair hoofddocent criminologie aan de Vrije Universiteit Amsterdam.
Vanaf 2010 geeft Slotboom cursussen in theoretische criminologie, levensloopcriminologie, interventies en preventie van criminaliteit, vooral bij vrouwen.
Sinds 2008 is ze lid van de "European Society of Criminology", lid van de ESC-werkgroep "Women Crime and Justice" sinds 2010, lid van het Landelijk Netwerk Vrouwelijke Hoogleraren en lid van A-LAB (Amsterdam Law and Behavior Institute), dat multidisciplinair onderzoek uitvoert als interfacultair samenwerkingsverband van de verschillende faculteiten binnen de Vrije Universiteit Amsterdam en het NWO-instituut NSCR.

## Opleiding
- Gevelstein College in Zwijndrecht 1978-1984
- Universiteit Leiden: studie psychologie 1984-1990 hoofdrichting 178; ontwikkelingspsychologie
- Studentassistent in researchprogramma Descriptions
- Parental Descriptions of Child Persinality: deveopmental Precursorsantecedents of the Big Five?
- Dissertatie Parental perceptions of childpersonality; developmental Frecursors of the Big Five, 1997, promotor prof. dr. G.A. Kohnstamm.

## In de media
- Anne-Marie Slotboom - NRC 3 september 2023 (politie en justitie hebben een blinde vlek voor criminaliteit bij meisjes)

- Gemeinsame Normdatei: 173223613
- International Standard Name Identifier: 0000 0001 1500 4467
- Library of Congress Control Number: no99028749
- Nederlandse Thesaurus van Auteursnamen: 163952132
- ORCID: 0000-0002-6821-4174
- Virtual International Authority File: 166448606